# Teodor Diamant
Teodor Diamant (n. Teodor Mehtupciu; n. 1810, Moldova – d. 1841, Câmpina, Țara Românească) a fost primul gânditor revoluționar țărănist, un reprezentant al socialismului utopic în Țara Românească. Punând bazele doctrinei politice a țărănismului el a căutat să adapteze doctrina fourieristă la relațiile economice din țările române din acea perioadă, dar era limitat deoarece concepea reorganizarea societății într-un mod destul de naiv, fără schimbări în domeniul puterii politice, prin experimentarea în mic a unor noi rânduieli economice, pentru crearea și extinderea cărora nu existau însă condiții obiective. 
În 1835 a înființat, la Scăeni, județul Săcueni, un falanster, intitulat Societatea agronomică și manufacturieră sau Colonia soților agronomi. Societatea a fost desființată de autorități un an mai târziu.
În stil revoluționar țărănist în anul 1841 a propus autorităților moldovenești reorganizarea vieții rurale solicitând eliberarea fără despăgubiri a tuturor iobagilor și robilor, cât și emanciparea țărănimii. Propunerea lui cuprindea reorganizarea satelor în „colonii agricole-industriale“, unde proprietatea să fie colectivizată, dar din păcate nu a fost acceptată.
A preconizat lichidarea analfabetismului și a superstițiilor, dezrobirea romilor, precum și inovatii pedagogice (configurarea învățământului tehnic prin ideea unirii instrucției copiilor cu munca productivă de exemplu). În 1841, Teodor Diamant a încercat să creeze în Moldova familistere, un fel de colonii agricole-industriale, în care pământul urma să fie lucrat cu ajutorul forței de muncă a robilor romi și în cadrul cărora urmau să coexiste forme de producție și repartiție capitaliste și socialiste.

## Biografie
S-a născut în Moldova. Era un om de frunte, inteligent, muncitor, stăruitor și plin de devotament. Avea un temperament entuziast, când îmbrățișa o idee, i se consacra cu trupul și cu sufletul. În țară a studiat la școala grecească și la Colegiul Sfântul Sava, fiind elev al lui Gheorghe Lazăr și Eufrosin Poteca. Cunoștea limbile franceză, germană, greacă și italiană.
A studiat matematica la München și la Paris, unde a intrat în contact cu ideile socialismului utopic și a devenit discipol al lui Charles Fourier.
Reîntors în țară, a colaborat la Curierul Românesc, unde și-a expus concepțiile social-economice. A fost bine primit în cercurile liberale din București, reușind să-l atragă cu ideile sale pe tânărul Emanoil (Manolache) Bălăceanu, fiul lui Nae Bălăceanu din Ploiești, care moștenise o avere însemnată, ce cuprindea și moșia Scăeni, aflată pe teritoriul actualului oraș prahovean Boldești-Scăeni. Bălăceanu își arendase dezavantajos moșia unui anume Teodor Zaplan, cu care a intrat în conflict, ajungând în urma unor acțiuni în instanță dator acestuia. Pentru a evita plata datoriei, Bălăceanu a acceptat să dea moșia în arendă unei colectivități de familii, aduse de Diamant, care dorea înființarea unui falanster, un fel de colonie agricolă-industrială care funcționa după principiile socialismului utopic.
Falansterul a fost înființat la 10 martie 1835 și avea denumirea Societatea agronomică și manufacturieră sau Colonia soților agronomi. Înainte de desființare avea aproximativ 100 de membri. Ea a eșuat după mai puțin de un an, „soții agronomi” părăsind-o, nemulțumiți de rezultate, de condițiile de muncă, și de lipsa interesului lui Bălăceanu față de proiect.
A fost închis la Mănăstirea Snagov. Fără a renunța la ideile lui și la speranța de a-și realiza planul, a îmbrățișat, ca mijloc de trai, meseria de inginer topograf și hotarnic; moare în urma căpătării unui „junghi bun, care în puține săptămâni l-a dat într-o oftică galopantă. Catinca Câmpineanu, care se afla la moșie, a trimis de l-a transportat de la Telega la Câmpina; i-a fost însă peste putință a-l face să admită un medic și a renunța la tratamentul Leroy, pe care l-a urmat până s-a stins”.
Cartea sa, Scrieri economice, a apărut postum, la Editura Științifică, în 1958, în timpul regimului comunist care identificase în el un precursor și care îl folosea pentru a se autolegitima. În același context a apărut în 1979 filmul Falansterul, în regia lui Savel Știopul, inspirat din experimentul lui Teodor Diamant.